# Nadine Noordam
Nadine Noordam (Delft, 29 luglio 1998) è una calciatrice olandese, centrocampista del Brighton & Hove.

## Carriera

### Club
Arrivata all'ADO Den Haag durante la sessione estiva di calciomercato 2014, Noordam viene inserita inizialmente nella formazione giovanile ma venendo aggregata alla prima squadra allenata da Marcel Valk durante fine stagione, facendo il suo debutto in BeNe League, l'allora campionato congiunto delle federazioni belga e olandese, il 1º maggio 2015, alla 25ª giornata di campionato, rilevando Nadia van Beerschoten al 64' dell'incontro perso 1-0 in trasferta con il Gent.
Con la decisione di interrompere l'esperienza della BeNe League nell'estate 2015, anche l'ADO Den Haag si iscrive al torneo nazionale di Eredivisie femminile per il campionato 2015-2016, con Noordam confermata in rosa da Valk che le concede totale fiducia tanto da impiegarla per quasi tutti gli incontri da titolare, marcando 21 presenze su 24 incontri disputati e siglando 2 reti, la prima all'Heerenveen alla 15ª giornata nella vittoria casalinga per 3-0. In quella stagione la squadra raggiunge un buon 4º posto in Eredivisie e ottiene la sua terza Coppa dei Paesi Bassi davanti al pubblico casalingo del Kyocera Stadion battendo l'Ajax per 1-0.
L'arrivo del nuovo tecnico Arend Regeer non muta la fiducia nella centrocampista che continua, anche grazie alla sua capacità realizzativa, a contribuire per le buone posizioni in classifica. Terza marcatrice della squadra con 6 centri dopo Victoria Pelova (7) e Pia Rijsdijk (10) nel campionato 2016-2017 e seconda dopo Pelova in quello successivo.
Con Sjaak Polak seduto sulla panchina della squadra femminile del club dell'Aia Noordam assume un ruolo meno offensivo, facendo regostrare 3 soli gol su 21 presenze in campionato.
Nel giugno 2019 rinnova il contratto per indossare la maglia gialloverde del club per il quinto anno consecutivo. Nelle sue ultime due stagioni Noordam contribuisce a far raggiungere alla sua squadra il 5º posto nel campionato 2019-2020 prima che questo venisse definitivamente sospeso come misura di prevenzione al diffondersi della Pandemia di COVID-19 nei Paesi Bassi, seguito da un 4º posto sia nella stagione regolare che nella poule scudetto nel campionato successivo.
Nell'estate 2021 ha lasciato il club dell'Aia per trasferirsi all'Ajax. Ha giocato all'Ajax per tre stagioni e mezza, totalizzando più di 100 presenze in tutte le competizioni, vincendo il campionato nazionale nella stagione 2022-23, e giocando anche nell'UEFA Women's Champions League. A fine gennaio 2025 si è trasferita a titolo definitivo al Brighton & Hove, militante nella Women's Super League inglese.

## Palmarès

### Club
- Campionato olandese: 1

Ajax: 2022-2023
- Coppa dei Paesi Bassi: 2

ADO Den Haag: 2015-2016
Ajax: 2021-2022